# Schroefas

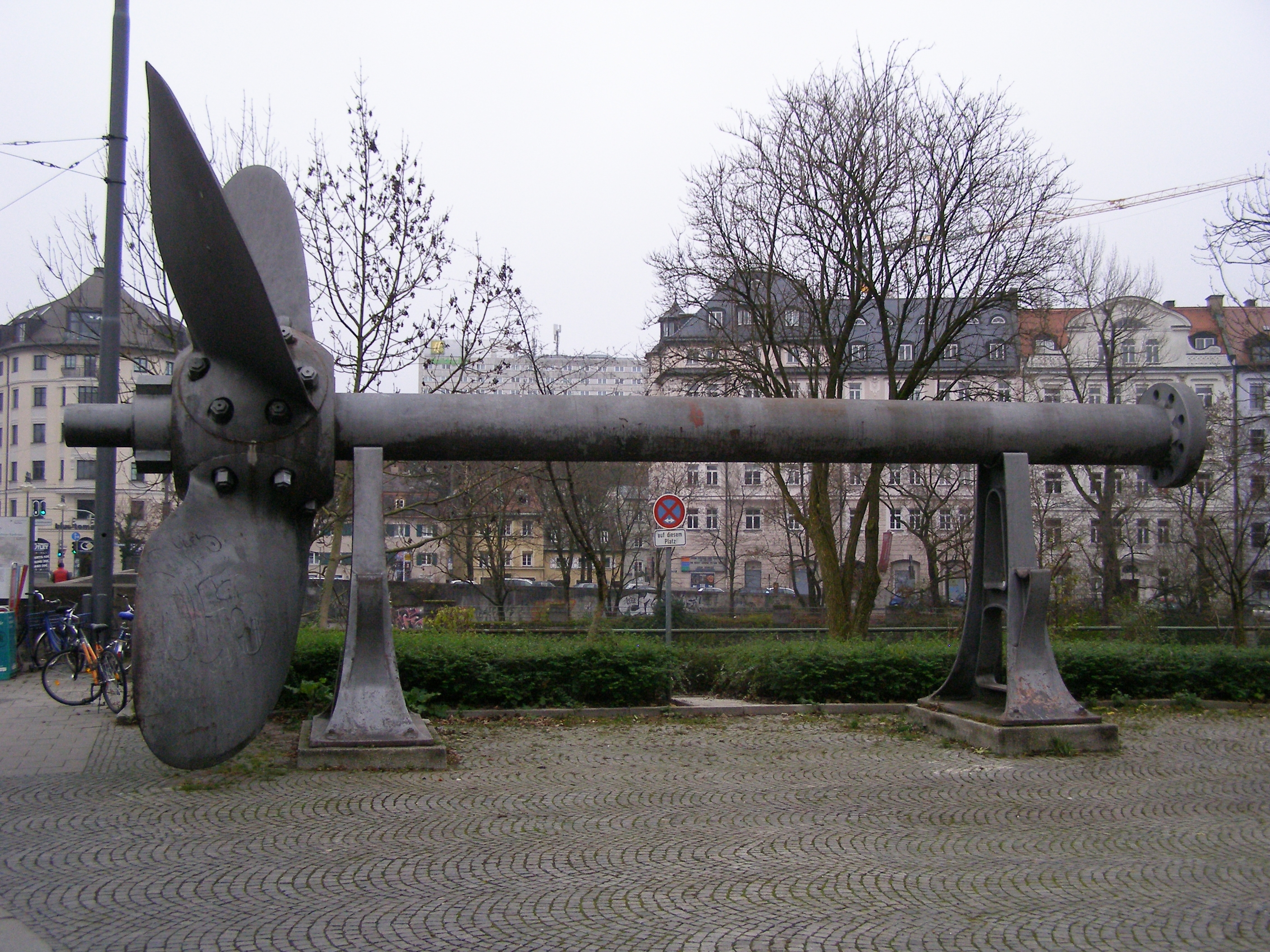
Schroef met schroefas

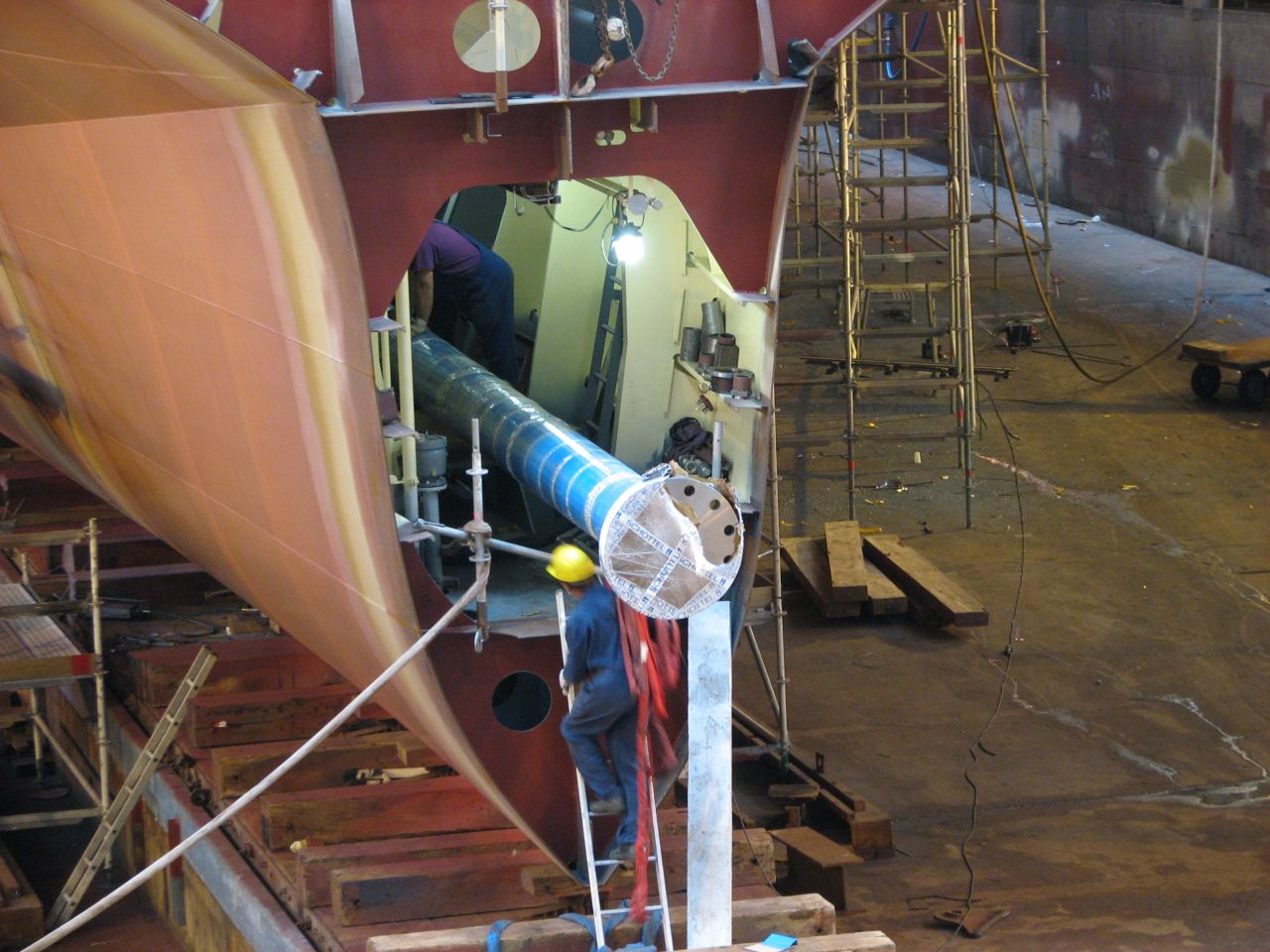
Plaatsing van een schroefas in een schip in aanbouw

Een schroefas is in de scheepvaart het onderdeel dat de krukas in de motor met de schroef verbindt. De schroefas en de krukas kunnen in sommige gevallen direct met elkaar verbonden zijn (vaak het geval bij grote schepen, en wordt directe aandrijving genoemd), maar er kan ook een versnellingsbak tussen gebouwd worden, waardoor de krukas op volle kracht sneller draait dan de schroefas.
Vaak wordt op de krukas een generator gezet om elektriciteit op te wekken. Bij slecht weer, wanneer door de golven de schroef boven het water kan komen wordt deze generator uitgezet vanwege de kans op fluctuatie in het toerental van de schroefas, dit kan slechte gevolgen hebben voor het elektriciteitsnet.
De schroefas wordt omgeven door de schroefastunnel.